# Podomyrma fortirugis
Podomyrma fortirugis är en myrart som beskrevs av Hugo Viehmeyer 1924. Podomyrma fortirugis ingår i släktet Podomyrma och familjen myror. Inga underarter finns listade i Catalogue of Life.